# シャトレ座
シャトレ座（フランス語: Théâtre du Châtelet）は、パリ1区、セーヌ川右岸に1862年から建つ劇場である。オペラ、オペレッタ、バレエ、演劇、クラシック・コンサート、映画上映などに使われてきた。座席数は2,500。

## 歴史
パリのほぼ中央、セーヌ川右岸、1区と4区の境に『シャトレ広場』がある。もとは9世紀末から堡塁（シャトレ：châtelet）があった。堡塁は19世紀初に壊され、ナポレオンのエジプト遠征記念の噴水が建設された。
1858年、甥のナポレオン3世の治下、広場は拡張され、噴水も高くなった。時のセーヌ県知事ジョルジュ・オスマンのパリ改造工事の一環として改修された。

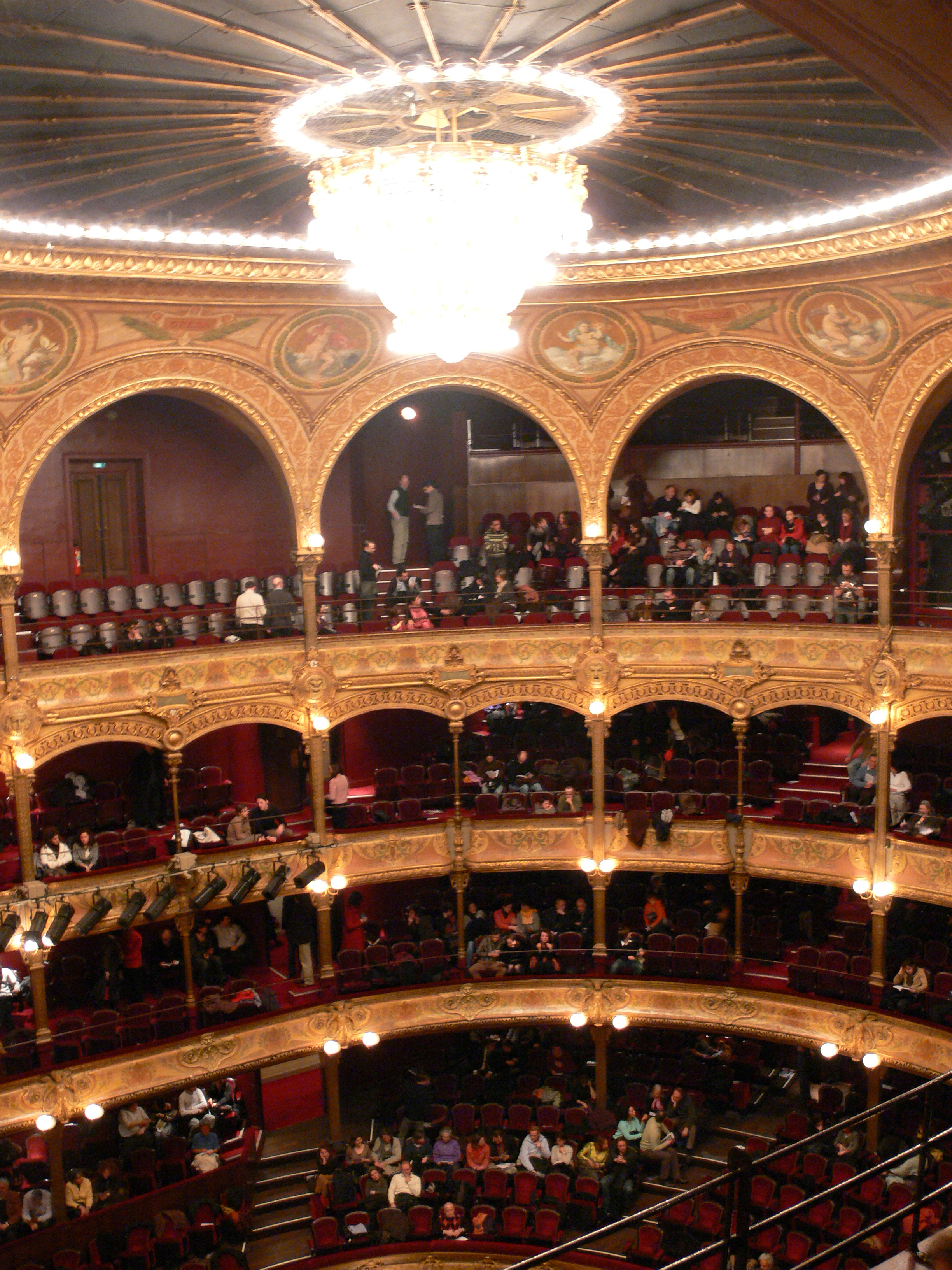

オスマンはさらに、広場の東西に2つの劇場を同時に建設した。東がリリック劇場（後のサラ・ベルナール座（Théâtre Sarah Bernhardt）、現在の市立劇場（Théâtre de la Ville））、西がシャトレ座である。1860年着工、1862年完工。4月19日の開場式にはウジェニー皇后が出席した。そのときの名は『帝室シャトレ劇場』（le Théâtre impérial du Châtelet）であった。
ちなみに、ガルニエ宮とも呼ばれるオペラ座は、1862年7月着工、1875年開場である。
初期の上演記録には、大デュマの『二十年後』『王妃マルゴ』、ゾラの『ジェルミナール』『居酒屋』、ジュール・ヴェルヌの『八十日間世界一周』などがある。
1876年から、エドゥアール・コロンヌのコンセール・コロンヌ管弦楽団が本拠を置き、チャイコフスキー、グリーグ、R.シュトラウス、ドビュッシーらが自作の棒を振った。1900年には、マーラーがウィーン・フィルを引き連れ、自作を披露した。
オペレッタもヴァラエティ・ショーもバレエも、そして1906年には映画も上演した。
1909年5月19日が（翌々年以降バレエ・リュスと称した）ディアギレフらのバレエ公演の蓋開けである。その数日後には、パリに2度目のフョードル・シャリアピンが、リムスキー＝コルサコフの『プスコフの娘』を『イワン雷帝』の題名で歌った。
その後、方々の劇場で1929年まで続いたバレエ・リュスは、20世紀初期の舞踏・音楽・美術の『饗宴』であった。一座がシャトレ座で公演したのは、1909年、1911年、1912年、1917年である。
1910年には、トスカニーニとメトロポリタン歌劇場が来た。1911年には、ダンヌンツィオ台本、ドビュッシー音楽、バクスト美術の『聖セバスティアンの殉教』で、ニノン・ヴァランが歌い、イダ・ルビンシュタインが舞った。
その後、演目が豪華なオペレッタに偏った時代があった。
1979年、市の要請で改築工事を行い、翌1980年にパリ音楽劇場（Théâtre Musical de Paris, TMP）と改名し、市の管理下に入った。
1988年、1999年にも改装し、1999年からシャトレ座の名に戻った。幅広い演目の数多い出演者の、たとえば指揮者だけでも、ダニエル・バレンボイム、ピエール・ブーレーズ、クリストフ・フォン・ドホナーニ、サイモン・ラトル、ジェフリー・テイトらを挙げることができる。
最近はパリ管弦楽団とフランス放送フィルハーモニー管弦楽団の本拠になっている。また1993年からは、毎年の研修期間にフィルハーモニア管弦楽団が来る。
2007年7月以降の総支配人は、ジャン＝リュク・ショプラン（Jean-luc Choplin）である。